# No Limit Records
No Limit Records -  американский лейбл. Основанный в начале 1990-х  рэпером и предпринимателем  "Master P". На лейбле были представлены такие артисты, как Snoop Dogg, C-Murder, Mystikal, Mia X, Mac, Magic и другие.

## История
В начале 1990-х Master P выпустил много сольных альбомов с небольшим успехом. Тем не менее, Миллер смог заслужить славу самого себя и начинающего лейбла No Limit на Западном побережье, сотрудничая с различными артистами в составлении таких альбомов, как West Coast Bad Boyz 1 & 2 . К 1994 году лейбл был на подъёме, и Master P решил, что пришло время расшириться. После подписания рэпера Oakland Dangerous Dame, который выпустил EP Escape из Mental Ward через No Limit, он начал работать с талантами из Нового Орлеана, начиная с Kane & Abel и Mystikal , в то время как третий альбом TRU, Правда , достигнет золотой статус.

### Успешные годы
В 1995 году Master P официально переместил No Limit в Новый Орлеан, сохранив на борту своих братьев и нескольких рэперов. После этого No Limit подписали соглашение о распространении с Priority Records , в то время как Master P оставался владельцем своей мастер-студии звукозаписи и студии звукозаписи. Он также стал главным артистом лейбла и выпустил Ice Cream Man'' в 1996 году и Ghetto D чуть больше года спустя. К 1997 году No Limit набрал обороты благодаря бестселлерам. Лейбл также приобрёл Snoop Dogg. Его дебютный альбом «No Limit» Da Game Is To Sold, Not To Be Told , был самым успешным релизом в истории лейбла в то время, когда было продано более полумиллиона копий за первую неделю и он был сертифицирован как двойной платиновый менее чем за три месяца. На пике своей популярности No Limit стал печально известен производством длинных альбомов, состоящих из двадцати треков и многочисленных выступлений , дополнение к дешёвой упаковке своих компакт-дисков в коробках, состоящих в основном из картонной бумаги и небольшого количества пластика, а также возглавляющих движение ярких обложек альбомов, разработанных Pen & Pixel . Мастер P начал расширять свой кругозор за пределы музыки. Он написал, снял и снялся в андеграундном фильме ''I'm Bout It'' и внёс вклад в саундтрек, а также в два высокобюджетных театральных релиза: « ''I Got the Hook Up» 1998 года и « Foolish» 1999 года. Между тем, президент World Championship Wrestling Эрик Бишофф, пытаясь извлечь выгоду из популярности рэпера и одновременно пытаясь найти способ исправить провисание телевизионных рейтингов , подписал контракт с Master P по заявленной цене в 200 000 долларов за появление на телевидении. В 1999 году также появились Lil Italy и детский дуэт "Lil Soldiers". В 2000 году альбом "504 Boyz Goodfellas" завоевал популярность на Billboard, достигнув пика в #2 на Billboard 200, что сделало No Limit небольшим фактором в 2000-х, но в 2000 году только Master P, Snoop Dogg, C-Murder, Silkk, Magic, Mac и Mia X остались. Другие исполнители, такие как 6 Piece  , Short Circuit, бывшие члены семьи Gambino DIG и Young Gunz, Black Felon, Afficial, Samm, Currensy , Choppa и Krazy, были приглашены на борт с 1999 по 2000 год, но некоторые потерпели неудачу создавать интерес к себе или к Безлимитным записям; только художники Currensy, Lil Romeo, C-Murder и Krazy Lil Soldiers наслаждались любым типом долголетия в течение последнего десятилетия после ухода Master P с лейбла. Кроме того, популярные артисты, такие как Mystikal и Magic, ушли и выпустили альбомы с различными результатами; Первая запись Mystikal «No Get Limit» « Let's Get Ready» дебютировала под номером один на Billboard 200 в 2000 году, в то время как первый релиз Magic 2003 года « On My Own» не вышел в чарт.
17 декабря 2003 г. компания объявила о банкротстве из-за различных судебных процессов.

#### Реорганизация
2001 году No Limit покинул Priority Records и подписал дистрибьюторское соглашение с Universal . Название лейбла было изменено на The New No Limit. Первым релизом под баннером New No Limit стал десятый альбом Master P, Game Face . Вместе с Universal лейбл также выпустил новые альбомы 504 Boyz, Lil 'Romeo, Magic и Choppa. В 2004 году реорганизованный лейбл перешёл на Koch Records для распространения. С 2004 по 2005 год The New No Limit Records выпускали новые альбомы Master P, Silkk the Shocker, C-Murder, Lil 'Romeo и реформированного TRU. В 2005 году Master P основал новый лейбл под названием Guttar Music Entertainment . 26 ноября 2010 года No Limit снова был установлен как No Limit Forever Records .